# Норман, Ларри
Ларри Давид Норман  (англ. Larry David Norman; 8 апреля 1947 года, Сан-Хосе,Калифорния, США — 24 февраля, 2008 года, Сейлем, Орегон, США) — американский музыкант. Считается одним из создателей христианского рока.

## Биография

### Ранняя жизнь
Ларри Норман родился в Корпус-Кристи, штат Техас. Ларри — старший сын Джо Хендрекса «Джо Билли» Нормана (9 декабря 1923 —28 апреля 1999) и его жены Маргарет Эвелин «Мардж» Стаут (родилась в 1925 году в Небраске). Джо Норман служил сержантом в воздушном корпусе армии США во время Второй мировой войны и работал на Южно-Тихоокеанской железной дороге, в это же время учился на учителя. После рождения Нормана семья присоединилась к южной баптистской конвенцие. В 1950 году семья переехала в Сан-Франциско, где Норман стал христианином в возрасте пяти лет.
В детстве Ларри Норман увлекался как христианством, так и рок-н-роллом. Он часто пел христианские тексты на музыку любимых исполнителей, таких как Элвис Пресли. В 1965 году он стал одним из создателей группы People! Коллектив исполнял психоделический рок, подписал контракт с Capitol Records и прославился благодаря песне «Organ Grinder», а также кавер-версии The Zombies «I Love You». В 1968 году группа начала работу над дебютным альбомом. После того, как лейбл отказался называть пластинку We Need a Whole Lot More of Jesus and a Lot Less Rock and Roll (с англ. — «Нам нужно намного больше Иисуса и намного меньше рок-н-ролла»), Норман ушёл из группы и начал сольную карьеру.
В 1969 году вышла дебютная пластинка Нормана Upon This Rock. Альбом получил широкое признание христианской общественности, но провалился на светских радиостанциях. Capitol Records разорвали контракт с музыкантом, и он начал сотрудничать с MGM. C 1972 по 1976 года он выпустил три альбома Only Visiting This Planet, So Long Ago the Garden и In Another Land, которые считаются вершиной его карьеры и одними из лучших пластинок христианского рока. В 1974 году Норман прекратил сотрудничество с MGM и основал собственный лейбл Solid Rock Records. Он также запустил собственную программу изучения Библии для актёров и музыкантов, среди которых был Боб Дилан.
В начале 1980-х годов Норман создал новый лейбл Phydeaux Records, на котором в течение десятилетия выпустил более десяти новых альбомов. Его здоровье стало ухудшаться, он страдал от биполярного расстройства и перенёс сердечный приступ. В 2001 году Норман был введён в Зал славы госпела и официально завершил карьеру.
Ларри Норман умер 24 февраля 2008 года в возрасте 60 лет от сердечной недостаточности.

## Дискография
1. People: I Love You (1968)
2. People: Both Sides Of People! (1969)
3. Upon This Rock (1969)
4. Street Level (1970)
5. Bootleg (1971)
6. Only Visiting This Planet (1972)
7. So Long Ago The Garden (1973)
8. In Another Land (1976)
9. Streams Of White Light (Into Darkened Corners) (1977)
10. Larry Norman (1977)
11. The Israel Tapes (mit People) (1980)
12. Roll Away The Stone (And Listen To The Rock) (1980)
13. Something New Under The Son (1981)
14. Larry Norman And His Friends On Tour (mit Norman Barratt and Alwyn Wall) (1981)
15. Barking At The Ants/The British Invasion (1981)
16. Letter Of The Law (1982)
17. Labor Of Love (1982)
18. The Story Of The Tune (1983)
19. Come As A Child (1983)
20. Quiet Night (1984)
21. Barchaeology (1984)
22. Stop This Flight (1985)
23. Back To America (1985)
24. Down Under (But Not Out) (1986)
25. Rehearsal For Reality (1986)
26. White Blossoms From Black Roots (1988)
27. Home At Last (1989)
28. Live At Flevo (mit Q-Stone) (1989)
29. The Best Of The Second Trilogy (1989)
30. The Best Of Larry Norman (1990)
31. Barking At The Oops! Rough Mix #3 (1990)
32. Stranded In Babylon (1991)
33. Children Of Sorrow (1994)
34. Totally Unplugged (1994)
35. A Moment In Time (1994)
36. Footprints In The Sand (1994)
37. Omega Europa (1994)
38. Remixing This Planet (1996)
39. Gathered Moments (Somewhere In This Lifetime) (1996)
40. Shouting In The Storm (mit Beam) (1998)
41. Breathe In, Breathe Out (mit Beam) (1998)
42. Copper Wires (1998)
43. Live At The Mac (1979)
44. We Wish You A Larry Christmas (1999)
45. The Vineyard (1999)
46. Rough Street Love Letter (1999)
47. Father Touch (1999)
48. The Cottage Tapes — Book One (mit Randy Stonehill) (1999)
49. In The Beginning (2000)
50. Blarney Stone (2000)
51. Sticks And Stones (2000)
52. Tourniquet (2001)
53. The Belfast Bootlegs (2001)
54. Agitator (2002)
55. Collaborator (2002)
56. Survivor (2002)
57. Instigator (2002)
58. Rock, Scissors et Papier (2003)
59. Live At Cornerstone (2003)
60. Restless In Manhattan '72 (2003)
61. American Roots (2003)
62. The Very Best of Larry Norman Volume 1 (2003)
63. Road Rage (2003)
64. Christmastime (2003)
65. Snowblind (2004)
66. Infiltrator (2004)
67. Liberator (2004)
68. Heartland Junction (2004)
69. The Cottage Tapes — Book Two (mit Randy Stonehill) (2004)
70. The Norman Invasion (2004)
71. Emancipator (2004)
72. 70 Miles From Lebanon (2004)
73. Underground Manouevers (2005)
74. The Very Best Of Larry Norman Volume 2 (2005)
75. Hattem (2005)
76. Siege At Elisnore (2005)
77. 4 Track Motorola '66 Corolla (2005)
78. Live At the Elisnore (2005)
79. Ten Times Two (mit Randy Stonehill) (2005)
80. Snapshots from the '77 World Tour (2005)
81. The Norman Conquest (2005)
82. Slinky (2005)
83. Monsters (2006)
84. Wounded Lion (2006)
85. How Then Shall We Live (2006)
86. The Best of People Volume 1 (2006)
87. The Best of People Volume 2 (2006)
88. Dust On Rust (2006)
89. Safecracking (2006)
90. Face To Face (2007)
91. Pot O' Gold (2007)
92. People — The Reunion Concert (2007)
93. Sixty — The Trilogy Concert (2007)